# 베체이

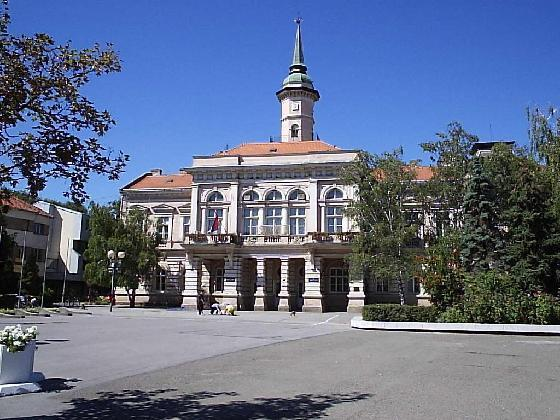
베체이 시청

베체이(세르비아어: Бечеј, Bečej, 헝가리어: Óbecse 오베체[*], 루신어: Бечей 베체이, 크로아티아어: Bečej 베체이, 루마니아어: Becei 베체이[*], 튀르키예어: Beçe 베체[*])는 세르비아 보이보디나 자치주 남바치카 구에 위치한 도시로 면적은 487km2, 높이는 82m, 인구는 37,351명(2011년 기준)이다.
헝가리 왕국의 지배를 받고 있던 1091년에 작성된 문헌에 처음 등장했다. 헝가리인이 지방 자치체 인구의 46.34%, 세르비아인이 지방 자치체 인구의 41.37%를 차지한다.

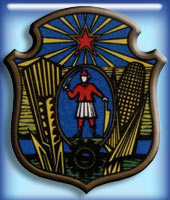
시 문장

## 자매 도시
- 루마니아 미에르쿠레아치우크
- 헝가리 섹사르드
- 헝가리 촌그라드

## 같이 보기
- 노비베체이